# Megiddo (kibboutz)
Pour les articles homonymes, voir Megiddo (homonymie).
Le kibboutz de Megiddo (en hébreu : מְגִדּוֹ, en arabe : المجیدو), situé au nord d'Israël dans la vallée de Jezreel, a été établi en 1949 sur le site du village de Lajjun. En 2018, il comptait 855 habitants, n'ayant jamais connu une grande réussite économique. Il a été réorganisé  en novembre 2000 en abandonnant les principes collectivistes des origines.
Il relève de la compétence du conseil régional de Megiddo. 

## Géographie
Ce kibboutz est situé à environ 90 km à vol d'oiseau et 120 par la route au nord de Jérusalem, 30 km au sud-est de Haïfa, 10 km au nord-ouest de Jénine, en Cisjordanie, et environ 2,5 km de la frontière entre Israël et ce territoire palestinien occupé pour une large part par l'armée israélienne. 
Il se trouve à proximité du croisement de la route 65, qui relie la ville côtière de Césarée à la haute Galilée (route 80), et de la route 66, qui relie Haïfa à Jénine. Tout près de là est installée la prison de haute sécurité de Megiddo. 
À un kilomètre au nord, se trouve le site archéologique de l'ancienne ville cananéenne de Megiddo (de l'âge du bronze) sur la colline de tel Megiddo. Un autre site archéologique est celui de l'église de Megiddo, qui date du IVe siècle de notre ère.

## Histoire

### Fondation (janvier 1949)
Le kibboutz, nommé à l'origine Yosef Kaplan, est fondé le 27 janvier 1949 (ou le 2 février selon d'autres sources), au cours de la première guerre israélo-arabe (mai 1948-mars  1949) consécutive à la création d'Israël (14 mai 1948). Il occupe une partie des terres du village arabe palestinien de Lajjun, dépeuplé du fait de la guerre, dont les bâtiments sont démolis au cours des mois suivants. 
Sa fondation est le fait d'un groupe de rescapés de la Shoah de Hongrie et de Pologne,, groupe qui s'est formé à la fin de la Seconde Guerre mondiale et a participé à la guerre. 
D'abord installés dans les ruines du village arabe, le membres du groupe se réimplantent quelques années plus tard[Quand ?] sur une colline proche. 

### Évolution des années 1950 aux années 1990
En 1952, un groupe de migrants du Liban et du Mexique rejoint le kibboutz. Il est suivi en 1959 par un groupe venu d'Argentine, puis les années suivantes par d'autres groupes et par des volontaires de mouvements de jeunesse. 
Mais ces arrivées sont compensées par les départs, de sorte que la population totale n'augmente pas.
Le développement démographique et économique du kibboutz connaît des difficultés. Le nombre de résidents reste bas, avec un taux de renouvellement élevé jusqu'à la fin des années 1990. 

### Réorganisation de novembre 2000 et évolution ultérieure
En novembre 2000, du fait de la stagnation démographique et de l'instabilité économique, les membres du kibboutz décident d'en changer le mode de vie et la structure, abandonnant les systèmes collectivistes. Chaque membre devient responsable de sa propre subsistance, le kibboutz ne fournissant plus que quelques services d'assistance. Ils décident aussi de transférer  aux résidents la propriété des unités d'habitation et des activités économiques[pas clair].
En 2007, deux nouveaux lotissements sont construits dans les parties ouest et nord du kibboutz, pour un total de 108 unités d'habitations.